# Уильямсон, Джек
Джек Уильямсон (англ. Jack Williamson, 29 апреля 1908 — 10 ноября 2006) — американский писатель-фантаст, один из классиков мировой научной фантастики.

## Биография
Джон Стюарт Уильямсон (англ. John Stewart Williamson) родился 29 апреля 1908 года в Бисби, штат Аризона. Его родители пытались обустроить ферму в Мексике, но были вынуждены уехать оттуда из-за начавшейся революции и обосновались в глухом уголке Нью-Мексико. Начальное образование Джеку, его брату и двум сёстрам дали родители. В школу Джек пошёл только в 1920 году — сразу в седьмой класс.
В 1927 году один из одноклассников дал ему почитать мартовский номер журнала «Amazing Stories» — и с этого момента жизнь Уильямсона оказалась навсегда связана с фантастикой. Особенно ему нравились произведения Абрахама Меррита; подражания этому автору стали первыми пробами пера начинающего писателя. В декабрьском номере «Amazing» за 1928 год вышла его первая публикация — рассказ «Металлический человек» (The Metal Man), а вслед за этим в «Science Wonder Stories» появился его короткий роман «Иной разум» (The Alien Intelligence).
Уильямсон быстро стал известен читателям НФ и решил приложить все усилия к тому, чтобы стать профессиональным писателем. Он охотно писал в соавторстве, много публиковался, нарабатывая опыт, в разных журналах (в том числе в «Weird Tales»), а в 1934 году выпустил один из самых своих знаменитых романов «Космический легион» (The Legion of Space), который был продолжен романами «Кометчики» (The Cometeers, 1936) и «Один против легиона» (One Against the Legion, 1939). В 1938 году Уильямсон начал новый цикл романом «Легион времени» (Legion of Time) и продолжил его романом «После конца мира» (After the World’s End, 1939).
С наступлением «эры Кэмпбелла» Уильямсон быстро понял, что оказался в рядах сходящей со сцены «старой волны», и решительно пересмотрел свой творческий подход, сделав его более современным. Это позволило ему удержаться в числе активно публикующихся авторов и войти в авторский актив, собранный Кэмпбеллом вокруг журналов «Astounding Science Fiction» и «Unknown». 
В цикле произведений «Seetee» ([си-ти], фонетическое написание произношения английского буквенного сокращённого названия "C-T" от слова  contraterrene  (прежнее название антивещества при стандартном англ. antimatter) по предложению редактора автор объединяет темы антивещества и промышленного освоения астероидов.
На протяжении 1950—1990-х годов Уильямсон продолжает писать, оставаясь одним из признанных классиков фантастики, завершает образование, защищает диссертацию, читает курсы фантастики в университетах. В 1975 году он вторым из писателей получает звание Grand Master; он удостоен также премий «Хьюго», «Небьюла», мемориальной премии Джона В. Кэмпбелла, и за вклад в фантастику — премий «Скайларк», имени Брэма Стокера, Всемирной премии фэнтэзи.
Джек Уильямсон скончался 10 ноября 2006 года в своём доме в городе Порталес (штат Нью-Мексико) в возрасте 98 лет. Несмотря на свой возраст он появился на Spring 2006 Jack Williamson Lectureship, а в 2005 году опубликовал 320-страничный роман «The Stonehenge Gate».